# Осово
О̀сово (на гръцки: Σκιερὸ Ρέμα, в превод Сенчеста река, до 1969 година Όσοβο ) е река в Егейска Македония, Гърция, ляв приток на Рулската река (Ладопотамос), част от водосборния басейн на река Бистрица (Алакмонас).

## Описание
Реката извира в югоизточната част на Дъмбенската планина северно под връх Костолата (1714 m). Тече на север и западно от връх Караули (1591 m) завива на изток. Приема няколко притока, няколко потока, извиращи под върховете Ръмбатина (1674 m), Караули, Попова нива и Полени (1632 m). Излиза от планината и се влива в Рулската река северно от село Габреш.